# Paweł Kozak
Paweł Kozak (ur. 2 marca 1966 w Kielcach) – polski piłkarz, grający niegdyś na pozycji pomocnika. Przez długi okres swojej piłkarskiej kariery związany był z Koroną Kielce – w 2003 roku został wybrany jej piłkarzem trzydziestolecia.

## Kariera piłkarska
Rozpoczynał piłkarską karierę w Koronie Kielce, z którą w sezonie 1985/1986 występował w rozgrywkach drugiej ligi. W 1986 odszedł do Stadionu Kielce i rok później wywalczył z nim awans do trzeciej klasy rozgrywkowej. Pobyt kieleckiego zespołu wśród trzecioligowych drużyn nie był jednak długi – w sezonie 1987/1988 Stadion zajął jedenaste miejsce w tabeli i powrócił do gry w czwartej lidze.
Po spadku Stadionu Kielce do czwartej ligi Kozak powrócił do Korony Kielce. Występował w niej przez kolejne cztery i pół sezonu (był podstawowym zawodnikiem), po czym odszedł do Wisły Kraków. W jej barwach w rundzie wiosennej sezonu 1992/1993 zadebiutował w pierwszej lidze. W krakowskiej drużynie szybko wywalczył sobie miejsce w podstawowym składzie. W kolejnych rozgrywkach zagrał w 27 meczach, a jego klub zajął w tabeli 15. miejsce i spadł do drugiej ligi. W Wiśle grał jeszcze przez półtora roku. W tym czasie nosił opaskę kapitańską, którą później oddał Tomaszowi Kulawikowi.
Z Wisły Kozak odszedł po rundzie jesiennej sezonu 1995/1996 do Korony Kielce. Wiosną 1996 reprezentował również barwy KSZO Ostrowiec Św. Później po raz kolejny został piłkarzem Korony, z którą w 1997 po raz drugi wywalczył awans do drugiej ligi. Przed sezonem 1999/2000 przeszedł do lokalnego rywala – Błękitnych Kielce. W 2000 drużyna ta została zlikwidowana, a na bazie klubu MKS Korona Kielce powstał zespół, który przyjął nazwę Kielecki Klub Piłkarski Korona Kielce. W zasadzie był to transfer zawodników klubu GKS Błękitni do drużyny Korony Kielce, a zespół został zgłoszony do rozgrywek trzeciej ligi.
Kozak nie przeszedł jednak po raz kolejny do Korony, leczy wyjechał do Stanów Zjednoczonych, gdzie przez rok grał w polonijnym zespole Olympia Stamford SC. Jeszcze w 2000 powrócił do Polski, gdzie kontynuował swoją karierę. Grał w między innymi Koronie i Naprzodzie Jędrzejów. Piłkarską karierę zakończył po rundzie jesiennej sezonu 2004/2005, gdy był zawodnikiem klubu Wicher Miedziana Góra.

## Styl gry
Występował na pozycji pomocnika. Bardzo dobrze wykonywał rzuty wolne oraz potrafił posyłać dokładne długie podania. W grze był konsekwentny i nieustępliwy.